# Box-office France 1960
Cet article traite du box-office au cinéma de l'année 1960, en France.

## Les films de plus d'un million d'entrées
| Classement | Titre                                | Pays                                  | Réalisateur                                      | Box-office France  |
| ---------- | ------------------------------------ | ------------------------------------- | ------------------------------------------------ | ------------------ |
| 1.         | Ben-Hur                              |                                       | William Wyler                                    | 13 826 124 entrées |
| 2.         | Le Bossu                             |                                       | André Hunebelle                                  | 5 826 584 entrées  |
| 3.         | La Vérité                            | Henri-Georges Clouzot                 | 5 692 390 entrées                                |                    |
| 4.         | Le Capitan                           | André Hunebelle                       | 5 177 612 entrées                                |                    |
| 5.         | Le Passage du Rhin                   |                                       | André Cayatte                                    | 4 658 866 entrées  |
| 6.         | Au risque de se perdre               |                                       | Fred Zinnemann                                   | 4 467 614 entrées  |
| 7.         | Le Dialogue des Carmélites           |                                       | Philippe Agostini / Raymond Léopold Bruckberger  | 3 524 642 entrées  |
| 8.         | Alamo                                |                                       | John Wayne                                       | 3 518 417 entrées  |
| 9.         | Normandie-Niémen                     |                                       | Jean Dréville / Damir Viatitch-Berejnykh         | 3 485 432 entrées  |
| 10.        | Les Vieux de la vieille              |                                       | Gilles Grangier                                  | 3 477 455 entrées  |
| 11.        | Austerlitz                           |                                       | Abel Gance                                       | 3 460 070 entrées  |
| 12.        | Fortunat                             |                                       | Alex Joffé                                       | 3 338 322 entrées  |
| 13.        | Le Baron de l'écluse                 | Jean Delannoy                         | 3 160 233 entrées                                |                    |
| 14.        | La Française et l'Amour              |                                       | Michel Boisrond / Henri Decoin / Christian-Jaque | 3 056 736 entrées  |
| 15.        | Katia                                | Robert Siodmak                        | 3 008 934 entrées                                |                    |
| 16.        | La Dolce Vita                        |                                       | Federico Fellini                                 | 2 956 094 entrées  |
| 17.        | Le Dernier Train de Gun Hill         |                                       | John Sturges                                     | 2 752 745 entrées  |
| 18.        | Les Derniers Jours de Pompéi         |                                       | Mario Bonnard / Sergio Leone                     | 2 483 749 entrées  |
| 19.        | Crésus                               |                                       | Jean Giono                                       | 2 479 695 entrées  |
| 20.        | Le Caïd                              | Bernard Borderie                      | 2 472 089 entrées                                |                    |
| 21.        | Plein Soleil                         |                                       | René Clément                                     | 2 437 874 entrées  |
| 22.        | Le Vent de la plaine                 |                                       | John Huston                                      | 2 431 011 entrées  |
| 23.        | La Belle et l'Empereur               |                                       | Axel von Ambesser                                | 2 349 241 entrées  |
| 24.        | La Proie des vautours                |                                       | John Sturges                                     | 2 298 419 entrées  |
| 25.        | À bout de souffle                    |                                       | Jean-Luc Godard                                  | 2 208 962 entrées  |
| 26.        | Le Maître de forges                  |                                       | Anton Giulio Majano                              | 2 166 769 entrées  |
| 27.        | Les Pique-assiette                   |                                       | Jean Girault                                     | 2 104 417 entrées  |
| 28.        | Comment qu'elle est ?                | Bernard Borderie                      | 2 103 266 entrées                                |                    |
| 29.        | Jamais le dimanche                   |                                       | Jules Dassin                                     | 2 083 693 entrées  |
| 30.        | Psychose                             |                                       | Alfred Hitchcock                                 | 2 072 425 entrées  |
| 31.        | Le Mouton                            |                                       | Pierre Chevalier                                 | 2 039 741 entrées  |
| 32.        | La Chatte sort ses griffes           | Henri Decoin                          | 1 987 790 entrées                                |                    |
| 33.        | Salammbô                             |                                       | Sergio Grieco                                    | 1 981 665 entrées  |
| 34.        | Cinq Femmes marquées                 |                                       | Martin Ritt                                      | 1 947 416 entrées  |
| 35.        | Terrain vague                        |                                       | Marcel Carné                                     | 1 939 231 entrées  |
| 36.        | Mein Kampf                           |                                       | Erwin Leiser                                     | 1 888 141 entrées  |
| 37.        | La Ballade du soldat                 |                                       | Grigori Tchoukhraï                               | 1 883 730 entrées  |
| 38.        | Le Pont                              |                                       | Bernhard Wicki                                   | 1 881 462 entrées  |
| 39.        | Aux frontières des Indes             |                                       | J. Lee Thompson                                  | 1 824 888 entrées  |
| 40.        | La Bataille de Marathon              |                                       | Jacques Tourneur / Mario Bava / Bruno Vailati    | 1 808 933 entrées  |
| 41.        | Les Héritiers                        |                                       | Jean Laviron                                     | 1 752 972 entrées  |
| 42.        | Tiens bon la barre, matelot          |                                       | Norman Taurog                                    | 1 735 230 entrées  |
| 43.        | David et Goliath                     |                                       | Richard Pottier / Ferdinando Baldi               | 1 734 257 entrées  |
| 44.        | Sergent X                            |                                       | Bernard Borderie                                 | 1 733 893 entrées  |
| 45.        | Classe tous risques                  |                                       | Claude Sautet                                    | 1 725 662 entrées  |
| 46.        | Certains l'aiment froide             |                                       | Jean Bastia                                      | 1 724 638 entrées  |
| 47.        | Candide ou l'Optimisme au XXe siècle | Norbert Carbonnaux                    | 1 670 988 entrées                                |                    |
| 48.        | Hannibal                             |                                       | Carlo Ludovico Bragaglia / Edgar G. Ulmer        | 1 665 440 entrées  |
| 49.        | Carthage en flammes                  |                                       | Carmine Gallone                                  | 1 555 806 entrées  |
| 50.        | Les Cosaques                         | Victor Tourjanski / Giorgio Venturini | 1 533 561 entrées                                |                    |
| 51.        | Robinson et le Triporteur            |                                       | Jacques Pinoteau                                 | 1 515 025 entrées  |
| 52.        | SOS Pacific                          |                                       | Guy Green                                        | 1 509 632 entrées  |
| 53.        | Voyage au centre de la Terre         |                                       | Henry Levin                                      | 1 505 929 entrées  |
| 54.        | La Plus Grande Aventure de Tarzan    | John Guillermin                       | 1 487 737 entrées                                |                    |
| 55.        | Les Scélérats                        |                                       | Robert Hossein                                   | 1 480 158 entrées  |
| 56.        | Le Sergent noir                      |                                       | John Ford                                        | 1 475 563 entrées  |
| 57.        | Les Canailles                        |                                       | Maurice Labro                                    | 1 460 856 entrées  |
| 58.        | Os Bandeirantes                      |                                       | Marcel Camus                                     | 1 459 724 entrées  |
| 59.        | Les Mystères d'Angkor                |                                       | William Dieterle                                 | 1 442 484 entrées  |
| 60.        | Le Milliardaire                      |                                       | George Cukor                                     | 1 434 281 entrées  |
| 61.        | La Charge des Cosaques               |                                       | Riccardo Freda                                   | 1 406 562 entrées  |
| 62.        | Le Trou                              |                                       | Jacques Becker                                   | 1 384 505 entrées  |
| 63.        | Les Légions de Cléopâtre             |                                       | Vittorio Cottafavi                               | 1 359 959 entrées  |
| 64.        | Coulez le Bismarck !                 |                                       | Lewis Gilbert                                    | 1 358 961 entrées  |
| 65.        | Opération Jupons                     |                                       | Blake Edwards                                    | 1 351 662 entrées  |
| 66.        | Les Amours d'Hercule                 |                                       | Carlo Ludovico Bragaglia                         | 1 342 693 entrées  |
| 67.        | La Flèche noire de Robin des Bois    | Carlo Campogalliani                   | 1 339 561 entrées                                |                    |
| 68.        | Visa pour Hong Kong                  |                                       | Lewis Gilbert                                    | 1 250 458 entrées  |
| 69.        | Les Tortillards                      |                                       | Jean Bastia                                      | 1 238 956 entrées  |
| 70.        | Les Mordus                           | René Jolivet                          | 1 230 748 entrées                                |                    |
| 71.        | Cargaison dangereuse                 |                                       | Michael Anderson                                 | 1 222 692 entrées  |
| 72.        | Chiens, à vous de crever !           |                                       | Frank Wisbar                                     | 1 213 395 entrées  |
| 73.        | La Brune que voilà (film)            |                                       | Robert Lamoureux                                 | 1 198 479 entrées  |
| 74.        | Carmen de Grenade                    |                                       | Tulio Demicheli                                  | 1 134 496 entrées  |
| 75.        | Les Loups dans la bergerie           |                                       | Hervé Bromberger                                 | 1 121 522 entrées  |
| 76.        | Le Bois des amants                   |                                       | Claude Autant-Lara                               | 1 073 096 entrées  |
| 77.        | Le Bal des adieux                    |                                       | Charles Vidor                                    | 1 072 689 entrées  |
| 78.        | La Source                            |                                       | Ingmar Bergman                                   | 1 034 058 entrées  |
| 79.        | L'Ennemi dans l'ombre                |                                       | Charles Gérard                                   | 1 029 936 entrées  |
| 80.        | Le Bal des espions                   |                                       | Michel Clément / Umberto Scarpelli               | 1 005 392 entrées  |